# Municipio de Bradford (condado de Clearfield)
El municipio de Bradford (en inglés: Bradford Township) es un municipio ubicado en el condado de Clearfield en el estado estadounidense de Pensilvania. En el año 2000 tenía una población de 3.314 habitantes y una densidad poblacional de 33.4 personas por km².

## Geografía
El municipio de Bradford se encuentra ubicado en las coordenadas 41°01′32″N 78°19′08″O / 41.02556, -78.31889.

## Demografía
Según la Oficina del Censo en 2000 los ingresos medios por hogar en la localidad eran de $32,214 y los ingresos medios por familia eran de $36,106. Los hombres tenían unos ingresos medios de $27,318 frente a los $20,595 para las mujeres. La renta per cápita de la localidad era de $14,877. Alrededor del 13,1% de la población estaba por debajo del umbral de pobreza.